# Software Package Data Exchange
Software Package Data Exchange (SPDX) beschreibt ein Standardformat, das den Umgang mit Freier Software bzw. Open-Source-Software vor allem in Unternehmen und Kommunen erleichtern soll. Es soll die Problematik rund um Lizenzen, Copyrights und die Zusammenarbeit der Softwarekomponenten vereinfachen. Mit diesem Standard ist es unter anderem möglich, die Kompatibilität der Lizenzen in Softwarepaketen zu prüfen. Erklärtes Ziel des SPDX-Forums ist es, den Unternehmen bei der Beschaffung und Verwendung freier und offener Software zu helfen.
Das Format wird von der SPDX-Workgroup, einer Arbeitsgruppe der Linux Foundation, entwickelt. Die Ursprünge gehen zurück auf eine Initiative im Jahr 2010, die Version 1.0 wurde im August 2011 veröffentlicht. Im Oktober 2016 erschien die Version 2.1 von SPDX. Mit dieser wurden optional sogenannte Snippets eingeführt, mit denen sich Teile einer Datei mit verschiedenen Eigenschaften indexieren lassen. Auch können Quelldateien mittels einer Syntax gekennzeichnet werden und die Einbindung zusätzlicher Dateien wurde erleichtert.
Die Bezeichnungen „Software Package Data Exchange“ und „SPDX“ sind eingetragene Handelsnamen der Linux Foundation.